# Dimitrije Požarski
Dimitrije Požarski, Spasitelj domovine (1. studenoga 1578. – 20. travnja 1642.), ruski general i vojni vladar Rusije 4. studenoga 1612. – 21. veljače 1613.

## Mladost
Dimitrije Požarski potječe iz manje značajnog dijela dinastije Rurjikovič. Iz potpune anonimnosti izlazi prvi put tijekom okupljanja parlamenta koji 1598. godine izabire Borisa Godunova za cara Rusije. Smrću Godunova koji mu je dao položaj na dvoru za Rusiju nastupa crno doba stalnih ratova. Svoje ime u vojnom svijetu Dimitrije stvara kao uspješni lojalni časnik nesposobnom Vasiliju IV. Njegovim rušenjem i ubrzo potom okupacijom poljskih trupa novog ruskog cara Vladislava IV. on praktički ostaje bez posla.

## Domoljubni rat
U trenutcima kada je do ovog generala stigla vijest o stvaranju prve dobrovoljačke armije Prokopija Ljapunova, donosi odluku da joj se odmah pridruži. Tijekom Moskovske bune u ožujku 1611. godine Dimitrije je ranjen zbog čega nema nikakve uloge u propasti pobunjenika tijekom kolovoza 1611. godine. Kako je tada bila propala vojska, a ne želja za slobodom ubrzo ruski trgovci organiziraju druge dobrovoljačke armije. Ovaj put oni su zapovjedništvo ponudili proslavljenom generalu Dimitriju Požarskom. Očekivanja svih da će nova vojska odmah krajem 1611. godine krenuti prema Moskvi nisu se ispunila, pošto on odlučuje da je najprije potrebno vojsku dovesti u vojnu spremnost. Nakon dugog pripremanja tek u ljeto 1612. godine ova vojska je krenula osloboditi Moskvu. U odlučujućoj četverodnevnoj bitci 19. – 23. kolovoza 1612. godine snage Dimitrija Požarskog potukle su poljsku vojsku i osvojile vojne zalihe za poljski garnizon u Moskvi. Iako su još neko vrijeme potom neprijateljski vojnici držali ruski glavni grad, oni su ostavši bez hrane bili primorani na predaju. Godišnjica ulaska ruskih vojnika u Kremlj se danas još uvijek obilježava svakog 4. studenoga koji je proglašen nacionalnim praznikom ruskog jedinstva.
Oslobodivši glavni grad Dimitrije Požarski postao je nacionalni heroj sa zadatkom organiziranja okupljanja parlamenta radi biranja novog cara. Zbog tadašnjeg popriličnog državnog rasula nakon 8 godina što građanskog rata, što strane okupacije prošlo je cijelih 6 mjeseci prije izvršenog biranja. Bez obzira na svoj herojski status on nikada nije bio niti u širem popisu kandidata za krunu. Sličnu sudbinu doživio je i Simeon Bekbulatovič još uvijek živi veliki vojvoda Moskve. U tipičnim svevremenskim političkim spletkama za novog cara 21. veljače 1613. godine izabran je šesnaestogodišnji Mihajlo Romanov zbog nade da će se njim, radi njegove mladosti, moći upravljati bez problema.

## Ostatak života
Nakon oslobođenja život Dimitrija Požarskog krenuo je normalnim feudalnim tijekom prema dolje. Više nikada nije upravljao niti jednom ruskom vojskom jer se smatralo da kao novopečeni bojar ne smije zapovijedati plemićima plave krvi. Zbog svojih prijašnjih zasluga od cara dobiva naslov spasitelja domovine i velike posjede oko Moskve. Umro je 20. travnja 1642. godine, samo tridesetak godina prije smrti svojega posljednjeg potomka.
| Prethodnik:  | Zapovjednik oslobodilačke vojske | Nasljednik: |
| Ladislav IV. | Zapovjednik oslobodilačke vojske | Mihajlo I.  |